# تشراغ آباد (مقاطعة دلفان)
تشراغ‌آباد (بالفارسية: چراغ‌آباد) هي قرية تقع في قسم ميربغ الجنوبي الريفي (مقاطعة دلفان) في إيران. يقدر عدد سكانها بـ 328 نسمة .